# 0,9
0,9 ist das zweite Studioalbum des deutschen Rappers SSIO. Es erschien am 29. Januar 2016 über das Label Alles oder Nix Records und wird von Groove Attack vertrieben.

## Entstehung
Nachdem SSIO im September 2013 sein Debütalbum BB.U.M.SS.N. veröffentlicht hatte, zog er sich zunächst weitestgehend von der Bildfläche zurück und trat lediglich als Gastrapper auf einigen Songs befreundeter Rapper in Erscheinung. Im September 2015 wurde dann sein zweites Album 0,9 angekündigt, zudem veröffentlichte SSIO das Albumcover, welches vom Hamburger Grafikdesigner Adopekid entworfen wurde. Kurz nach der Ankündigung des Albums trat SSIO als Featuregast in einem Musikvideo von Kollegah und Karate Andi in Erscheinung, um den Label-Sampler Chronik 3 von Selfmade Records zu bewerben. Zeitnah wurde zudem eine Album-Tour für März 2016 angekündigt.
Am 15. Dezember 2015 erschien mit Nullkommaneun die erste Single des Albums, zudem erschien ein Musikvideo zum Song auf YouTube. Weitere Auskopplungen folgten mit SIM-Karte, Halb Mensch, halb Nase und Ich fibicke jeden. Das Album erschien schließlich am 29. Januar 2016 bei Alles oder Nix Records auf digitalen Vertriebswegen, auf CD, als Doppel-Vinyl sowie als Boxset.
Alle Instrumentals auf 0,9 wurden vom Alles-oder-Nix-Produzenten Reaf produziert. An der Produktion von Kein Bock war Choukri als Co-Produzent beteiligt, am Instrumental von Hör dir dieses Lied nicht an wirkte der Produzent E.Q.T. als mit. Für die Abmischung und das Mastering war Peer Hahnefeld zuständig.

## Titelliste
| #  | Titel                                           | Länge |
| -- | ----------------------------------------------- | ----- |
| 1  | Nullkommaneun                                   | 3:52  |
| 2  | Halb Mensch, halb Nase                          | 2:53  |
| 3  | Mit Herz                                        | 3:24  |
| 4  | Ich fibicke jeden                               | 3:17  |
| 5  | Pibissstrahlen auf 808 Bässe (feat. Haftbefehl) | 3:42  |
| 6  | Hör dir nicht dieses Lied an                    | 3:29  |
| 7  | Nur Schimpfen                                   | 2:45  |
| 8  | Kein Bock (feat. Kalim)                         | 3:04  |
| 9  | GoPro                                           | 3:49  |
| 10 | Lockige Brusthaare                              | 3:40  |
| 11 | SIM-Karte                                       | 3:35  |
| 12 | Don & Fuß (feat. Xatar & Samy)                  | 3:26  |
| 13 | Bitte keine Anzeige machen (feat. Schwesta Ewa) | 3:26  |
| 14 | Nullkommaeins                                   | 4:04  |

## Kritik
0,9 erhielt nach der Veröffentlichung überwiegend positive Kritiken. Das Hip-Hop-Magazin Backspin bewertete das Album mit 8 von 10 Punkten. Dabei wurden besonders SSIOs Delivery und die Produktionen von Reaf positiv hervorgehoben, beide balancierten mit dem Album „souverän zwischen Neuerung und Tradition“. Auch Oliver Marquardt von Rap.de äußerte sich positiv zum Album und beschrieb es als „eine konsequente Fortsetzung dessen, was auf dem Debütalbum und dem Mixtape davor schon so prächtig funktioniert hat: Eine einzigartige Mischung aus Straßenticker-Stories, Pumper-Lifestyle, Gras-Huldigung, Sex-Sucht und eigensinnigem Humor auf Trademark-Beats von Reaf“.
Das Online-Musikmagazin Laut.de vergab vier von fünf möglichen Sternen für das Album. Laut Redakteur Philipp Kopka klinge es deutlich stimmiger als der Vorgänger BB.U.M.SS.N. klingt, woran die Produktion von Reaf einen großen Anteil trägt: „Da wird nicht einfach nur Westcoast-Sound adaptiert. Es knarzt, spratzt und bumst mit so viel Liebe zum Detail aus den Boxen, dass man sich förmlich in den mollig warmen Beatteppich einwickeln möchte.“ Obwohl es auf dem Album thematisch keine Neuheiten gibt, bekräftige SSIO „mit 0,9 seinen Status als außergewöhnliches Phänomen, auf das sich irgendwie alle einigen können.“ Daniel Fersch von MZEE bezeichnete das Album ebenfalls als gelungene Fortsetzung von BB.U.M.SS.N., auf der SSIO sich von seiner besten Seite präsentiere.
Das Hip-Hop-Magazin Juice bewertete das Album mit 4,5 von 6 Kronen und schrieb: „Beatseitig decken Reaf und SSIO auch ohne externe Hilfe locker die Bandbreite von blubberndem Brachial-Bap (Halb Mensch, halb Nase), großzügig dosierter Cali-Disharmonie (Mit Herz) und lauschigem New Jack Swing (GoPro) ab. Bauchtaschenrap und Kalauer auf Ohrfeigensnares und zeilenweise durchgereimte Beleidigungen sind vertrautes Terrain, auf dem SSIO sich heute noch sicherer bewegt als beim Vorgänger.“

## Chartplatzierungen
0,9 stieg am 5. Februar 2016 auf Platz eins in die deutschen Albumcharts ein und konnte sich insgesamt 13 Wochen in den Top 100 halten. Damit erreichte es als erstes und bisher einziges Album von SSIO eine Nummer-eins-Platzierung in Deutschland. Zudem belegte das Album in derselben Woche den ersten Platz in den deutschen Hip-Hop-Charts und blieb dort insgesamt elf Wochen in den Top 10. In Österreich schaffte es das Album auf Platz vier, in der Schweiz erreichte es Platz sechs der Charts.
In den deutschen Album-Jahrescharts 2018 belegte 0,9 Platz 57. In den deutschen Hip-Hop-Jahrescharts erreichte das Album Position 10.
| ChartsChartplatzierungen | Höchstplatzierung | Wochen |
| ------------------------ | ----------------- | ------ |
| Deutschland (GfK)        | 1 (13 Wo.)        | 13     |
| Österreich (Ö3)          | 4 (5 Wo.)         | 5      |
| Schweiz (IFPI)           | 6 (9 Wo.)         | 9      |

| ChartsJahrescharts (2016) | Platzierung |
| ------------------------- | ----------- |
| Deutschland (GfK)         | 57          |

### Auszeichnungen für Musikverkäufe
Im Jahr 2021 wurde das Album mit einer Goldenen Schallplatte für über 100.000 verkaufte Einheiten in Deutschland ausgezeichnet. Auch die Singleauskopplung Nullkommaneun erreichte in Deutschland Goldstatus.
| Land/Region        | Auszeichnungen für Musikverkäufe (Land/Region, Auszeichnung, Verkäufe) | Verkäufe |
| ------------------ | ---------------------------------------------------------------------- | -------- |
| Deutschland (BVMI) | Gold                                                                   | 100.000  |
| Insgesamt          | 1× Gold ·                                                              | 100.000  |